# Сазерленд, Альберт Эдвард
А́льберт Э́двард Са́зерленд (англ. Albert Edward Sutherland; 5 января 1895, Лондон — 31 декабря 1973, Палм-Спрингс, Калифорния; в титрах обычно как А. Эдвард Сазерленд (англ. A. Edward Sutherland), также как Эдди Сазерленд (англ. Eddie Sutherland)) — американский кинорежиссёр и актёр немого кино, менее известен как продюсер.

## Биография
Альберт Эдвард Сазерленд родился 5 января 1895 года в Лондоне в театральной семье. Отец — Эл Сазерленд, театральный менеджер и продюсер; мать — Джули Ринг, актриса водевилей. Альберт приходился племянником певице и актрисе Бланш Ринг (1871—1961), актёру Сирилу Рингу (1892—1967), его жене Шарлотте Гринвуд (1890—1977) и актёру Томасу Мейгану (1879—1936).
В детстве с родителями переехал в США.
С 1914 года начал сниматься в кино, подружился с Чарли Чаплином, и при его содействии с 1925 года начал карьеру кинорежиссёра. В феврале 1936 года начал режиссировать картину «Дочь Дракулы», но быстро потерял к ней интерес, поэтому продюсеры срочно заменили его Ламбертом Хилльером. В 1940 году снял ленту «Одна ночь в тропиках», которая стала дебютом дуэта комиков Эбботт и Костелло. Был близким другом актёра-комика Уильяма Клода Филдса, в то время как большинство его коллег (особенно режиссёры) относились к этому «эгоистичному подвыпившему мизантропу» с презрением.
В 1950-х годах вернулся в Великобританию, где окончил свою кино-карьеру, выступив режиссёром тридцати трёх эпизодов двух малоизвестных телесериалов (11 — Overseas Press Club - Exclusive! и 22 — International Detective). В 1960-х годах вновь уехал в США.
Сазерленд скончался 31 декабря 1973 года в городе Палм-Спрингс (штат Калифорния, США).

### Личная жизнь
Сазерленд был женат пять раз. Все пять жён его пережили. Детей ни от одного из браков у него не было.
1. Марджори Доу (1902—1979), известная актриса немого кино. Брак заключён 20 апреля 1923 года, в 1925 году последовал развод[8].
2. Луиза Брукс (1906—1985), известная танцовщица, модель и актриса немого кино. Брак заключён 21 июля 1926 года, 20 июня 1928 года последовал развод[9].
3. Этель Кеньон (1904—2004), малоизвестная киноактриса. Брак заключён 6 февраля 1930 года, 15 апреля 1931 года последовал развод[10].
4. Одри Хендерсон (1908—1983), малоизвестная киноактриса. Брак заключён 8 января 1933 года, 11 декабря 1935 года последовал развод[11].
5. Эдвина (Кинсли) Даунс Мэндел. Брак заключён в 1944 году и продолжался 29 лет до самой смерти Сазерленда.

## Избранная фильмография
| - 1926 — Эта старая армейская игра / It's the Old Army Game - 1928 — Прерванный роман Тилли / Tillie's Punctured Romance - 1928 — Какая ночь! / What a Night! - 1929 — Танец жизни / The Dance of Life - 1929 — Дитя субботнего вечера / The Saturday Night Kid - 1930 — Армейский парад / Paramount on Parade (sequence director) - 1930 — Олух из Сиракуз / The Sap from Syracuse - 1931 — Цветущие дни / Palmy Days - 1932 — Небесные дьяволы / Sky Devils - 1932 — Мистер Робинзон Крузо / Mr. Robinson Crusoe - 1933 — Убийства в зоопарке / Murders in the Zoo - 1933 — Международный Дом / International House - 1933 — Слишком много гармонии / Too Much Harmony - 1935 — Миссисипи / Mississippi - 1935 — Алмазный Джим / Diamond Jim - 1937 — Вальс шампанского / Champagne Waltz - 1937 — Каждый день праздник / Every Day's a Holiday - 1939 — Летающая парочка / The Flying Deuces - 1940 — Завтра и послезавтра / Beyond Tomorrow - 1940 — Одна ночь в тропиках / One Night in the Tropics - 1940 — Женщина-невидимка / The Invisible Woman - 1942 — Флот не подведёт / The Navy Comes Through - 1942 — Звёздно-полосатый ритм / Star Spangled Rhythm (в титрах не указан) - 1943 — Дикси / Dixie - 1944 — Следуя за парнями / Follow the Boys - 1944 — Секретный приказ / Secret Command - 1946 — Ирландская Роза Эби / Abie's Irish Rose | - 1914 — Прерванный роман Тилли / Tillie's Punctured Romance — полицейский из Кистоуна (в титрах не указан) - 1916 — Опасная девушка / The Danger Girl — поклонник прошлого сезона (к/м) - 1918 — Какая женщина? / Which Woman? — Джимми Невин - 1919 — Страхование любви / Love Insurance — Джек Пэддок - 1919 — Девушка по имени Мэри / A Girl Named Mary — мистер Пиви - 1920 — Внезапная Пегги / All of a Sudden Peggy — Джек Мензис - 1920 — Дело Палисера / The Paliser Case — Джек Мензис - 1920 — Морской волк / The Sea Wolf — Джордж Лич, юнга - 1920 — Сводка новостей / The Round-Up — Бад Лейн - 1921 — Человек, получающий доллар в год / The Dollar-a-Year Man — принц - 1921 — Час ведьм / The Witching Hour — Клэй Уиппл - 1922 — Нэнси из ниоткуда / Nancy from Nowhere — Джек Хэллидей - 1922 — Тяжёлое испытание / The Ordeal — жертва - 1923 — Парижанка / A Woman of Paris — повар (в титрах не указан) - 1924 — Авраам Линкольн / Abraham Lincoln — рядовой Уильям Скотт («Спящий часовой») - 1929 — Танец жизни / The Dance of Life — служащий театра - 1921 — Малыш / The Kid — ассистент режиссёра (в титрах не указан) - 1923 — Парижанка / A Woman of Paris — ассистент режиссёра (в титрах не указан) - 1925 — Золотая лихорадка / The Gold Rush — ассистент режиссёра (в титрах не указан) - 1930 — Олух из Сиракуз / The Sap from Syracuse — продюсер - 1931 — Цветущие дни / Palmy Days — продюсер (в титрах не указан) - 1932 — Небесные дьяволы / Sky Devils — сценарист (screen story) - 1939 — Зенобия / Zenobia — продюсер - 1946 — Ирландская Роза Эби / Abie's Irish Rose — продюсер |

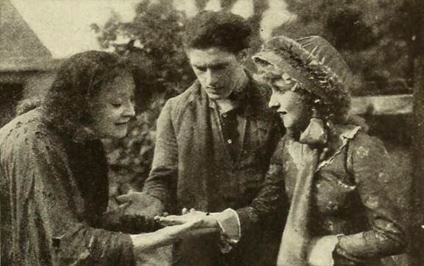
Слева направо: Юджини Бессерер, Альберт Сазерленд и Клара Хортон в фильме «Свет на поляне» (1921)
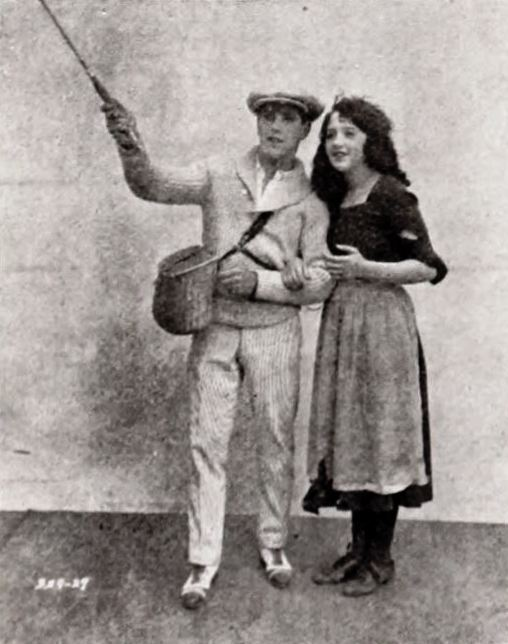
С Биб Дэниелс в фильме «Нэнси из ниоткуда[англ.]» (1922)